# Cooler Master
Cooler Master, Co. Ltd. (chinois simplifié : 讯凯国际 ; chinois traditionnel : 訊凱國際 ; pinyin : Xùnkǎi Guójì) est un constructeur de matériel informatique spécialisé dans les boîtiers d'ordinateurs. Depuis sa création en 1992[source insuffisante], Cooler Master est devenu l’un des leaders mondiaux dans le domaine des systèmes de refroidissement.

## Produits
- Refroidissent : CPU et tour[3]
- Tours micro ordinateur[4]
- Alimentations[5]
- Accessoires tablettes et smartphones[6]

Différents produits Cooler Master
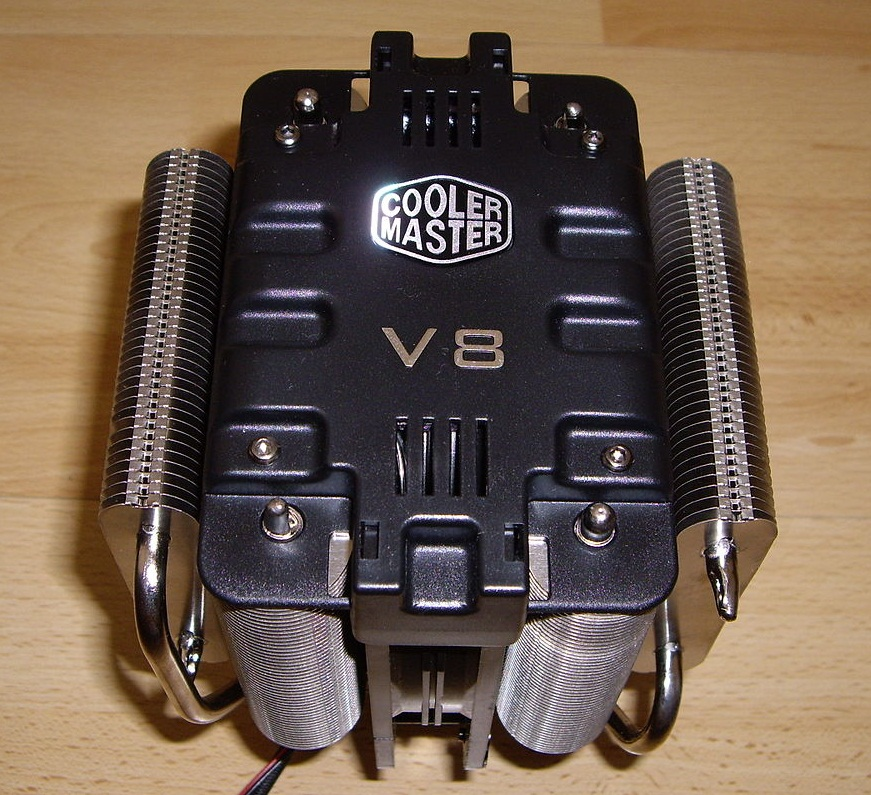
Un ventirad V8
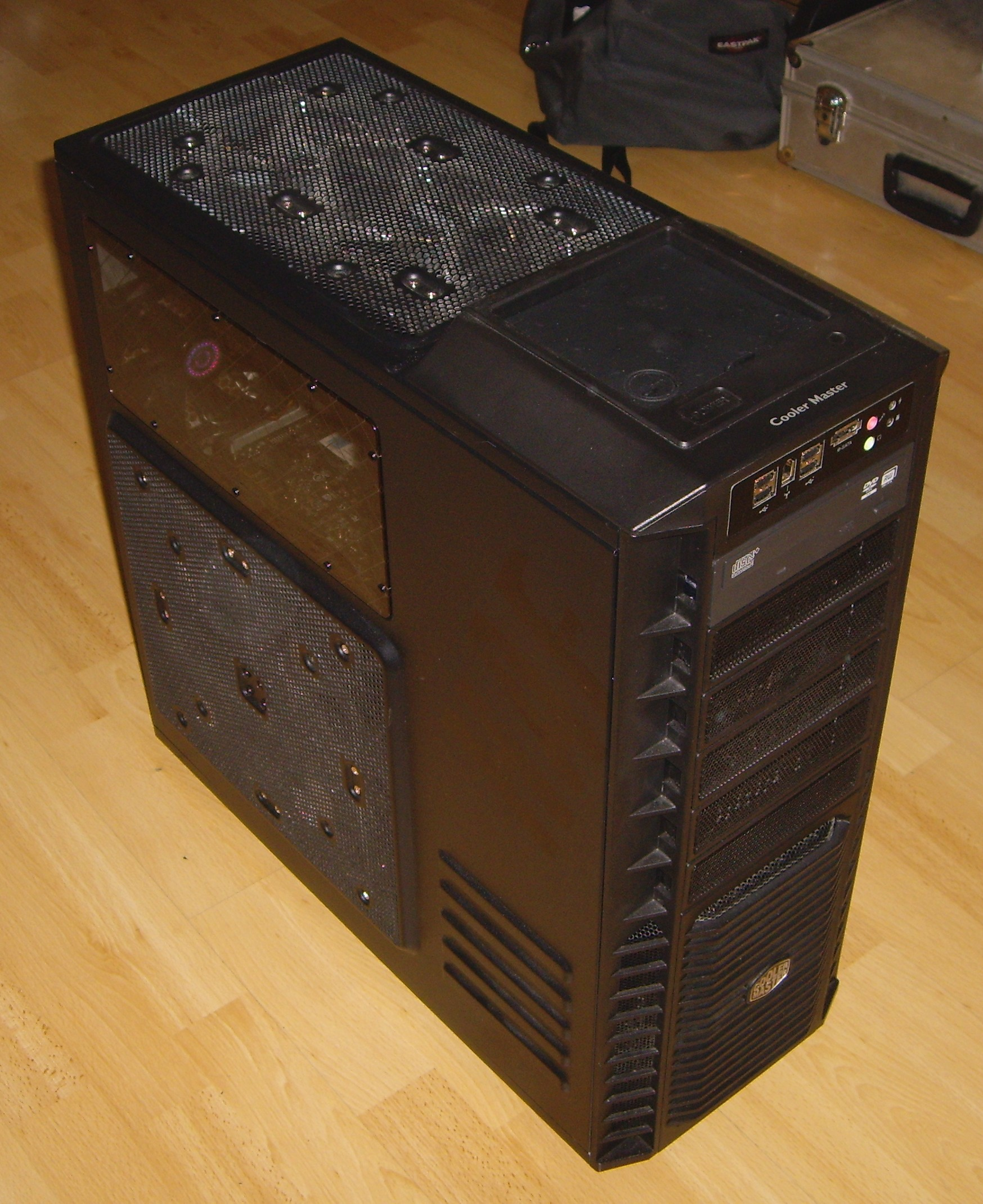
Boitier HAF 932
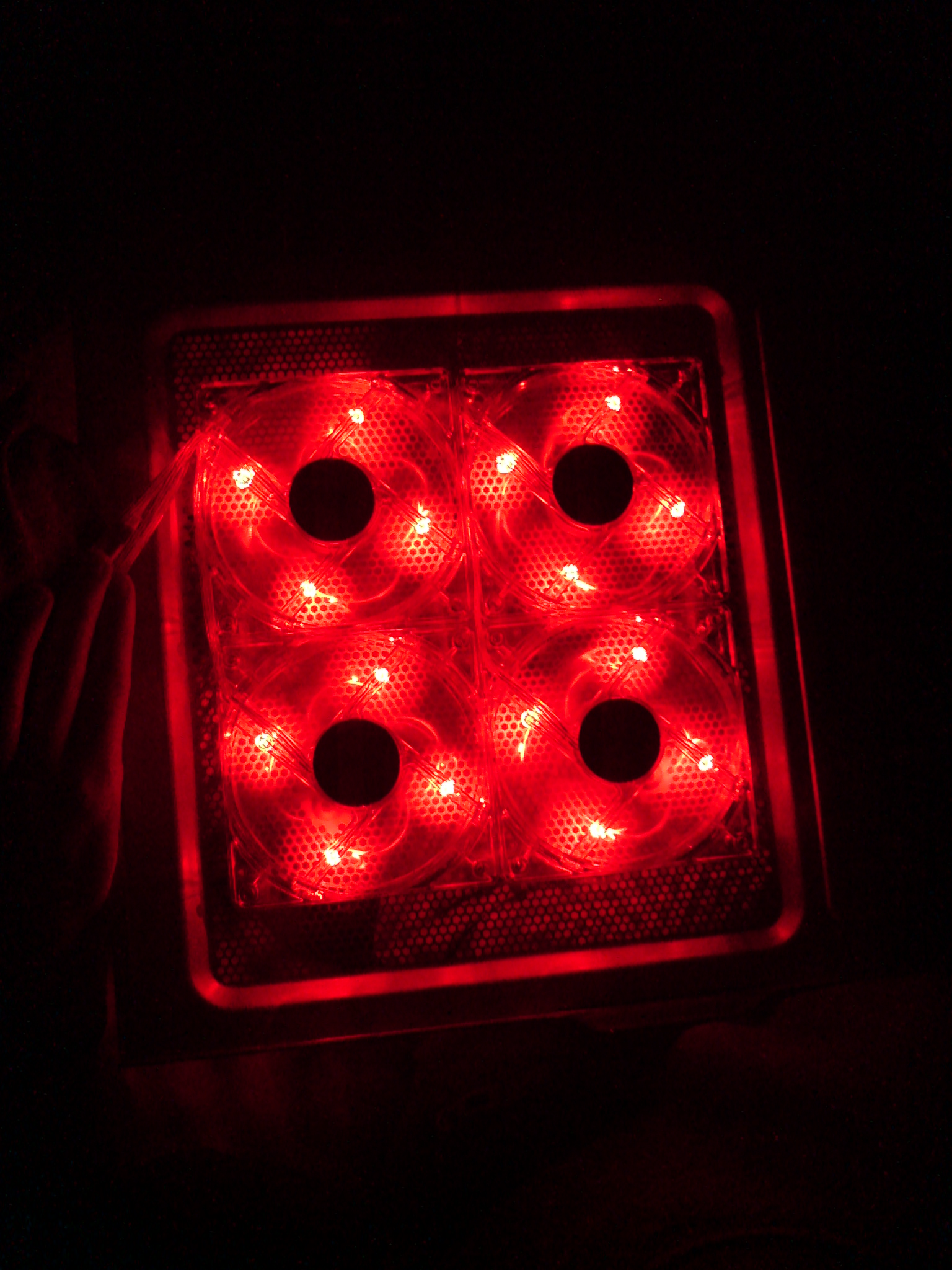
Quatre ventilateurs de 120 mm sur la porte d'un HAF 932
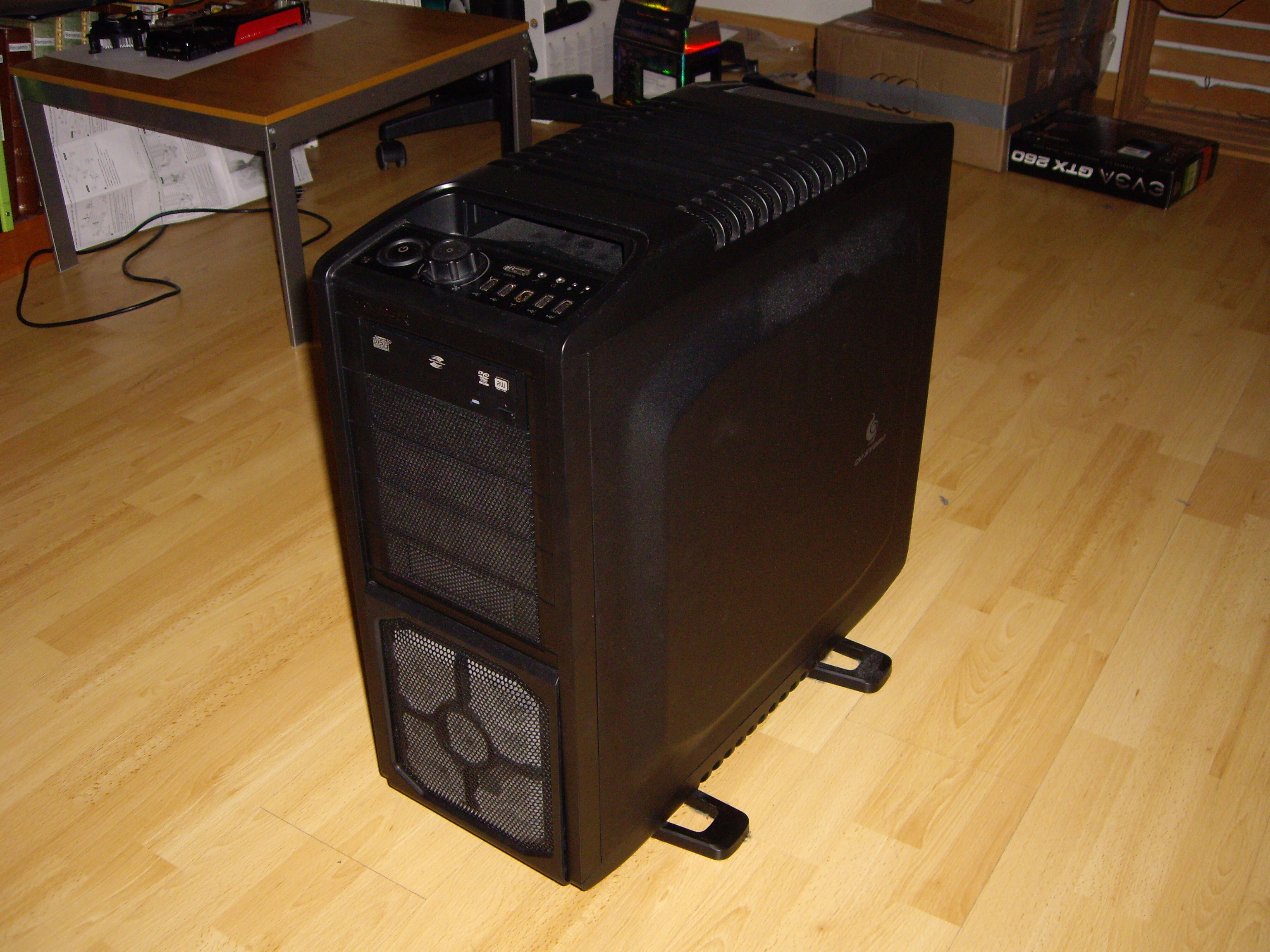
Un Sniper Storm
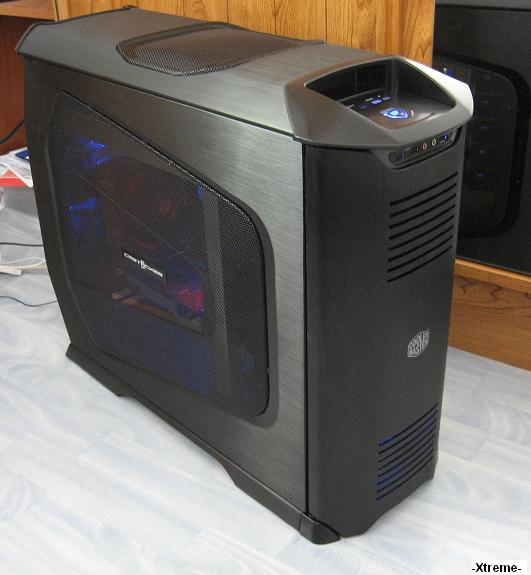
Stacker 832